# Agrafia
La agrafia es una pérdida parcial o total en la habilidad para producir lenguaje escrito, causada por algún tipo de daño cerebral. La habilidad para escribir puede alterarse como consecuencia de defectos lingüísticos (afasias), pero otros elementos, no relacionados con el lenguaje mismo (por ejemplo, motor y espacial), también participan en la capacidad para escribir. El hecho de escribir supone, por lo menos, un conocimiento de los códigos del lenguaje (fonemas, palabras), una habilidad para convertir los fonemas en grafemas, un conocimiento del sistema grafémico (alfabeto), una habilidad para la realización de movimientos finos y un manejo adecuado del espacio que permita distribuir, juntar y separar letras. Es normal que en la práctica clínica se encuentren diversos tipos de agrafia.
Los pacientes con agrafia presentan defectos lingüísticos fundamentales, que se manifiestan tanto en su lenguaje oral expresivo, como en su escritura.